# Monchy-sur-Eu
Monchy-sur-Eu è un comune francese di 561 abitanti situato nel dipartimento della Senna Marittima nella regione della Normandia.

## Società

### Evoluzione demografica
Abitanti censiti